# Las Horas de Ravenelle

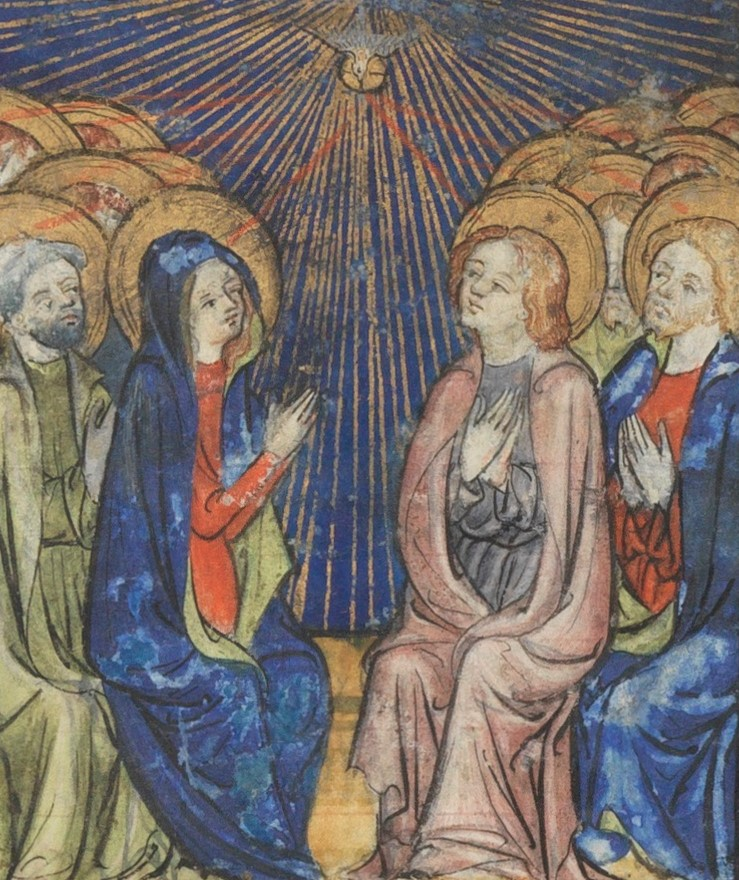
Detalle del óleo "109 recto of the Ravenelle Hours", mostrando la miniatura que representa el Pentecostés

Las Horas de Ravenelle (en inglés: Ravenelle Hours o Book of Hours of Johannete Ravenelle) es una obra artística del siglo XV, perteneciente al estilo Libro de las Horas, creado en París (Francia) y conservado en la biblioteca universitaria de Uppsala, en Suecia. Perteneció a Johannete Ravenelle, probablemente una mujer de clase media, y fue pintado por el autodenominado, pintor Ravenelle. Está datado en los años 1400 a 1405. Tanto estéticamente como temáticamente es una representación típica de los Libros de las Horas realizados en París en esa época. Su decoración incluye 14 miniaturas   a la vez que otros elementos decorativos. Se desconoce cómo el libro fue a Suecia, la Biblioteca Universitaria de Uppsala le compró la obra a un coleccionista privado en 1953. Está encuadernada en una encuadernación típica de principios del siglo XX. 

## Historia
Las Horas de Ravenelle deriva en nombre de Johannete Ravenelle, cuyo nombre aparece en una las plegarias del libro. No hay existen detalles conocidos sobre ella, y las Horas de Ravenelle es su única fuente escrita en el que se menciona su nombre. Dado el nivel de decoración del libro, la cual es generosa pero extremadamente lujosa, se asumió que ella provenía de la clase media. Las Horas de Ravenelle es en muchas maneras el ejemplo típico del libro de las Horas Parisino de principios del siglo XV, un tipo que fue muy producido. El libro fue seguramente comprado semi-acabado de un almacén de materiales, y esta acción no fue encargada específicamente por Ravenelle. Esto es indicado en el hecho que muchas plegarias personales, incluyendo la que le menciona, fueron incluidas en una etapa posterior de la producción y algunas de las plegarias en Latín fueron originalmente escritas en género masculino (intentando referenciar que fueron dichas por un hombre), pero fueron cambiadas posteriormente.
El artista que decoró el libro es todavía conocido por el nombre convenido de "Pintor Ravenelle"; las Horas de Ravenelle es el única obra existente del artista con un patrón o mecenas conocido. Ravenelle estuvo activo en París desde la última década del siglo XIV hasta la primera década del siglo XV. Las Horas de Ravenelle fueron probablemente creadas alrededor del 1400-1405.
Aún no se conoce como el libro llegó a Suecia. Fue encuadernado por un encuadernador Parisino a principios del siglo XX y es supuesto que estuvo en Francia temporalmente. Fue adquirido por la Biblioteca Universitaria de Uppsala a un coleccionista privado de Gävle en 1953, después de estar expuesto un año antes.

## Descripción

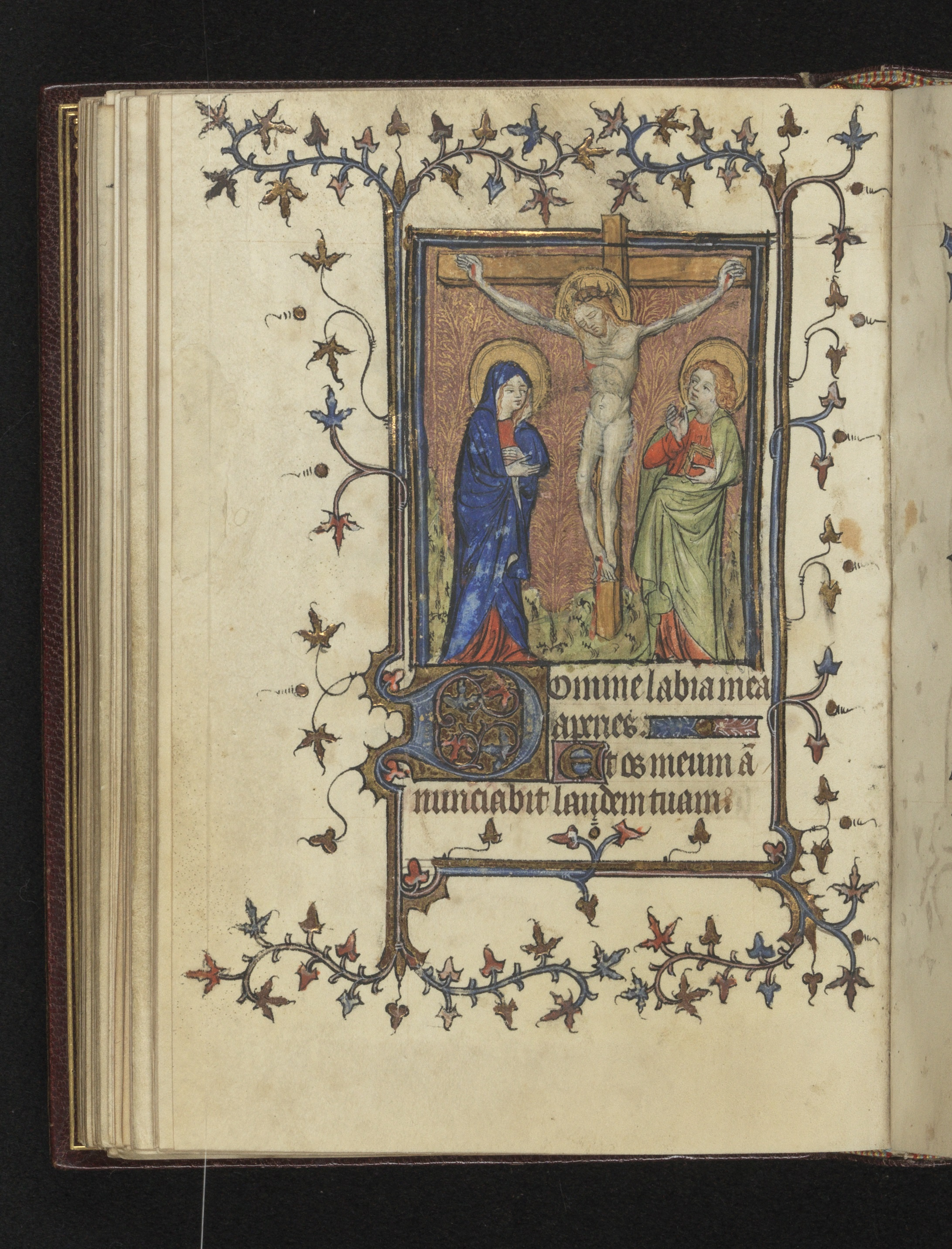
Folio 102v (la crucifixión)

Las Horas de Ravenelle es un libro de Horas, un libro devoto privado popular en la Edad Media. Está particularmente gastado, mostrando por tanto que ha sido usado frecuentemente y no ha sido creado únicamente para exhibición o la ostentación (como la mayoría de los Libros de Horas). Está escrito en latín y francés, y estructurado de una forma similar a muchos otros Libros de Horas realizados en París al final del siglo XIV y principios del siglo XV. Contiene un calendario con nombres de santos, El advenimiento de la Virgen, el Officium Defunctorum y el Salmo Penitencial, además de otros muchas otras oraciones individuales.
Las Horas de Ravenelle tiene 2015 folios y está escrito en Letra Gótica. El texto está escrito es una columna única y muchas páginas terminan con un reclamo. Fue probablemente escrita en por dos diferentes escribas, uno de ellos escribió la mayor parte del texto y el otro ajustó el manuscrito para Johannete Ravenelle. El libro está decorado con 14 miniaturas, con varias iniciales grandes y pequeñas, decoración de cenefas y otros elementos decorativos. Las miniaturas están situadas al principio de cada sección importante del texto, las primeras ocho de ellas al principio de las partes correspondientes al Advenimiento de la Virgen. Cada página con miniatura está más ricamente decorada, con hojas de hiedra como borde donde los dragones anidan entre las ramas. Estilísticamente, las miniaturas y la decoración son típicas de los Libros de Horas de París del temprano siglo XV y el tardío siglo XIV. Las figuras muestran el ideal de belleza del siglo XIV, como son el cabello ondulado y las mejillas redondas; y los pliegues de los vestidos se presentan ocasionalmente de manera conservadora para los estándares de la época. Las posturas de las figuras en la otra parte de la otra se sitúan en pleno siglo XV. La elección del tema en cuestión es también tradicional para la época, con muchos motivos como el Cristo en Majestad o el Juicio Final, estando ligeramente desfasados en la época. Algunas miniaturas también contienen detalles los cuales cuesta diferenciarlos de otras miniaturas hechas por otros artistas; por ejemplo, los dobladillos de la ropa de algunas figuras están representados con inusuales "pliegues en forma de embudo" y algunas miniaturas, como la crucifixión están pintadas tan arriba o tan abajo de la imagen que quedan cortadas por el borde.
El libro está actualmente encuadernado en una encuadernación de cuero rojo oscuro, formada por el encuadernador francés Lortic, que probablemente lo hizo aproximadamente en el siglo XX. La portada frontal está decorada con Pan Dorado y algunas Flores de Lis, y el dorso está decorado con letras doradas.

## Libros Citados
- Andersson-Schmitt, Margarete; Hallber, Håkan; Hedlund, Monica (1992). Mittelalterliche Handschriften der Universitätsbibliothek Uppsala: Katalog über die C-Sammlung (en alemán) 5. Stockholm: Almqvist & Wiksell. ISBN 91-554-2904-1.
- Lindqvist Sandgren, Eva (2002). The Book of Hours of Johannete Ravenelle. Uppsala: Uppsala University. ISBN 91-554-5207-8.